# Japan Open Tennis Championships 1995 - Singolare femminile
Il singolare del Japan Open Tennis Championships 1995 è stato un torneo di tennis facente parte del WTA Tour 1995.
Kimiko Date era la detentrice del titolo, ma ha perso in finale 7–6, 7–5 contro Amy Frazier.

## Teste di serie
1. Kimiko Date (finale)
2. Amy Frazier (campionessa)
3. Marianne Werdel-Witmeyer (secondo turno)
4. Mana Endō (secondo turno)

1. Kyōko Nagatsuka (quarti di finale)
2. Yone Kamio (quarti di finale)
3. Patty Fendick (quarti di finale)
4. Nana Miyagi (semifinali)

## Tabellone

### Legenda
| - Q = Qualificato - WC = Wild card - LL = Lucky loser | - ALT = Alternate - SE = Special Exempt - PR = Protected Ranking | - w/o = Walkover - r = Ritirato - d = Squalificato |